# Альбатрос (дирижабль)
«Альбатро́с» (рус. дореф. Альбатросъ) — дирижабль Российской империи мягкой конструкции. Был построен в 1913 году. Участвовал в Первой мировой войне, совершив несколько боевых вылетов. Потерпел крушение 13 октября 1914 года при экстренной посадке.

## Описание
Основанием для закладки в 1911 году на Ижорском заводе нового крупного дирижабля объёмом 9600 м3, названного «Альбатросом» послужили удачные первые полёты дирижабля «Голубь» и однотипного с ним «Сокола», показавшие соответствие их лётно-технических характеристик расчётам. Эти дирижабли были построены в России в 1910 году на Ижорском заводе в Колпино под Санкт-Петербургом по проекту профессоров К. П. Боклевского, А. П. Ван-дер-Флита и инженера В. Ф.Найденова при участии капитана Б. В. Голубова.
Его постройка была закончена осенью 1913 года. Это был наиболее совершенный дирижабль из всех построенных на русских заводах. Он имел длину 77 м, высоту 22 м и максимальный диаметр 14,8 м, развивал скорость до 68 км/ч. Максимальная высота подъёма достигала 2400 м, а продолжительность полёта — 20 ч. Силовая установка состояла из двух двигателей фирмы «Клеман-Байяр» мощностью по 118 кВт (150 л. с.) и имели привод на два винта диаметром по 4,75 метра. Авторами проекта «Альбатроса» были Б. В. Голубов и Д. С. Сухаржевский. Несущий газ — водород — размещался в двух баллонетах по 1200 м³. Оболочка воздушного судна покрывалась алюминием, что позволило уменьшить нагреваемость газа и служило маскировкой..
Вооружение дирижабля, согласно техническим требованиям 1912 года, состояло из трёх пулемётов «Максим» с боекомплектом 3000 патронов. На испытаниях по стрельбе из пулемётов «Мадсен» был показан хороший результат: попадания при стрельбе с дистанции 600 метров составили 73,8 %. Корабль также был оборудован бомбодержателями.

Почтовая марка СССР 1991 года: Русский дирижабль Альбатрос (1910).

## История эксплуатации
В ангар дирижабль был доставлен в августе 1913 года. В июне 1914 года совершал тренировочные полёты с экипажами из Воздухоплавательной школы. В мае дирижабль переоборудовали: были установлены более мощные двигатели «Дансет-Жиле».
После начала Первой мировой войны дирижабль был отправлен на фронт; командиром был назначен Б. В. Голубов, а команда набрана из добровольцев. 15 августа в 18:00 дирижабль вылетел в Лиду.
В связи с окружением армии Самсонова, планировалось провести разведку в районе Алленштейна, но планам помешала плохая ветреная погода. Затем экипаж корабля получил задачу бомбардировок транспортных путей у Осовеца. Однако бомбардировка не состоялась из-за непогоды. На обратном пути по ошибке был обстрелян солдатами Сибирского корпуса, оболочка была повреждена. Посадку корабль совершил в Брест-Литовске, где произвели его ремонт, после чего корабль направился в Белосток. В сентябре 1914 года командование дирижаблем принял А. Шабский.
Дальнейшие боевые вылеты корабля были неудачными из-за плохой погоды. 13 октября, во время очередного боевого вылета, из-за тумана и сильного ветра корабль получил повреждения, ударившись о деревья, и совершил вынужденную посадку, которая привела к его разрушению.